# Sawit Permai
Sawit Permai is een bestuurslaag in het regentschap Siak van de provincie Riau, Indonesië. Sawit Permai telt 4190 inwoners (volkstelling 2010).